# Carroll County (Arkansas)
Das Carroll County ist ein County im US-amerikanischen Bundesstaat Arkansas. Im Jahr 2010 hatte das County 27.446 Einwohner und eine Bevölkerungsdichte von 16,8 Einwohnern pro Quadratkilometer. Mit Berryville und Eureka Springs verfügt das County über zwei Verwaltungssitze (County Seats). Die Stadt Berryville ist nach deren Gründer Blackburn Henderson Berry benannt worden.

## Geographie
Das County liegt im Nordwesten von Arkansas, grenzt im Norden an Missouri und hat eine Fläche von 1655 Quadratkilometern, wovon 22 Quadratkilometer Wasserfläche sind. An das Carroll County grenzen folgende Nachbarcountys:
| Barry County (Missouri) | Stone County (Missouri) | Taney County (Missouri) |
| Benton County           |                         | Boone County            |
|                         | Madison County          | Newton County           |

## Geschichte

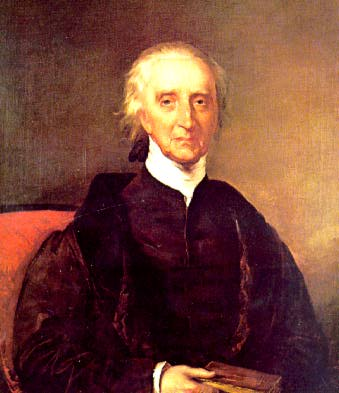
Charles Carroll

Das Carroll County wurde am 1. November 1833 aus Teilen des Izard County gebildet. Benannt wurde es nach Charles Carroll (1737–1832), einem Mitunterzeichner der Unabhängigkeitserklärung der USA und US-Senator von Maryland.
Die ersten weißen Siedler in dieser Gegend waren William und Charles Sneed. Das erste Postbüro wurde 1855 eingerichtet, 1856 geschlossen und 1867 wieder eröffnet. Das erste Gerichtsgebäude wurde 1880 erbaut und die erste Zeitung, der Carroll County Bowlder wurde herausgegeben. Wenige Jahre darauf wurden die Carrollton High School, Fairview Academy und die Clarke’s Academy gegründet.
Die Grenzen des Countys veränderten sich in der Vergangenheit mehrfach. So wurden 1836 und 1838 Teile zur Bildung des Madison- und des Searcy Countys abgegeben. Ein weiterer Teil wurde 1842 dem Newton County zugeschlagen. Die Bildung des Boone Countys 1869 verkleinerte das Carroll County so sehr, dass es unter die geforderte Grenze an Quadratmeilen kam, wodurch ihm wiederum ein Teil des Madison Countys zuerkannt wurde.

## Demografische Daten
Nach der Volkszählung im Jahr 2010 lebten im Carroll County 27.446 Menschen in 11.437 Haushalten. Die Bevölkerungsdichte betrug 16,8 Einwohner pro Quadratkilometer. In den 11.437 Haushalten lebten statistisch je 2,28 Personen.
Ethnisch betrachtet setzte sich die Bevölkerung zusammen aus 95,4 Prozent Weißen, 0,7 Prozent Afroamerikanern, 1,1 Prozent amerikanischen Ureinwohnern, 0,7 Prozent Asiaten sowie aus anderen ethnischen Gruppen; 1,8 Prozent stammten von zwei oder mehr Ethnien ab. Unabhängig von der ethnischen Zugehörigkeit waren 13,3 Prozent der Bevölkerung spanischer oder lateinamerikanischer Abstammung.
22,3 Prozent der Bevölkerung waren unter 18 Jahre alt, 58,2 Prozent waren zwischen 18 und 64 und 19,5 Prozent waren 65 Jahre oder älter. 50,7 Prozent der Bevölkerung war weiblich.

Das jährliche Durchschnittseinkommen eines Haushalts lag bei 34.235 USD. Das Pro-Kopf-Einkommen betrug 19.743 USD. 17,2 Prozent der Einwohner lebten unterhalb der Armutsgrenze.

## Kultur und Sehenswürdigkeiten

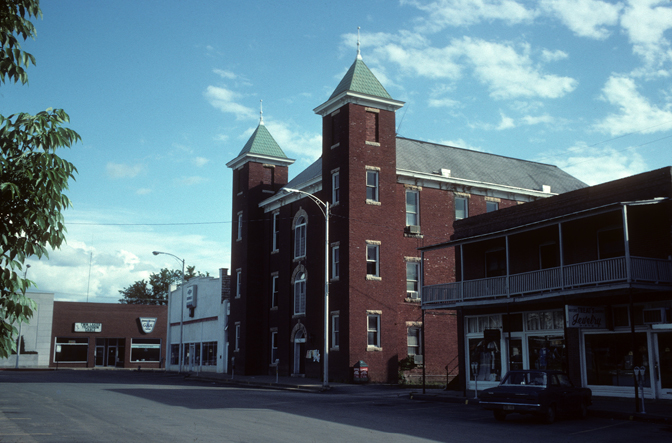
Carroll County Courthouse, Eastern District in Berryville (1976). Dieses 1881 errichtete Gebäude fungierte erst als Courthouse und ist heute ein Museum. Es ist seit August 1976 im NRHP eingetragen.

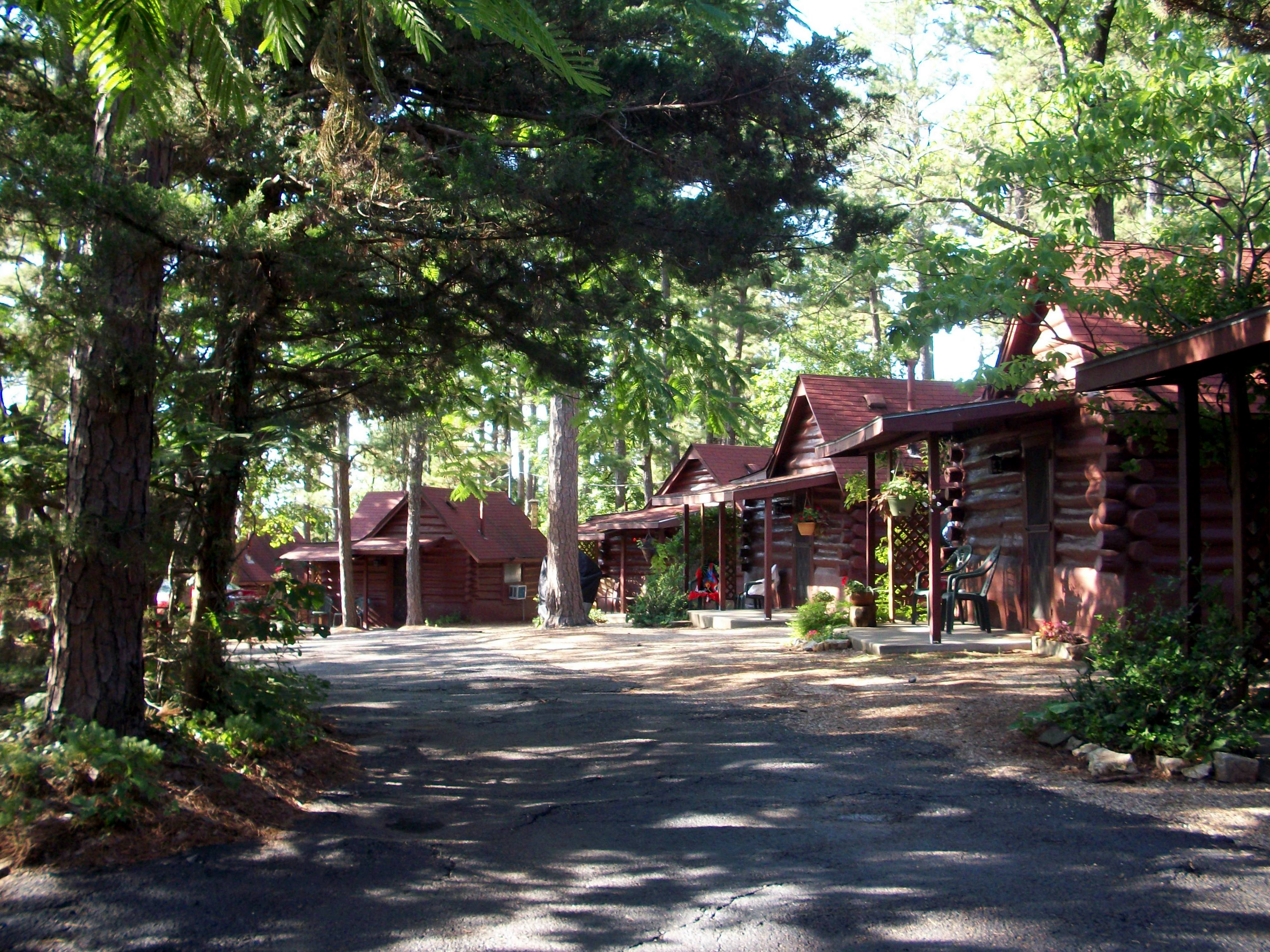
Tall Pines Motor Inn (2011). Dieses Resort mit Blockhütten wurde 1947 eröffnet und ist seit Januar 1999 im NRHP aufgeführt.

29 Bauwerke, Stätten und historische Bezirke (Historic Districts) des Countys sind im National Register of Historic Places („Nationales Verzeichnis historischer Orte“; NRHP) eingetragen (Stand 9. Februar 2022), darunter das Carroll County Courthouse, Eastern District, das Tall Pines Motor Inn und der Eureka Springs Historic District.

## Ortschaften im Carroll County
Citys
- Berryville
- Eureka Springs
- Green Forest

Towns
- Alpena1
- Beaver
- Blue Eye
- Oak Grove

Census-designated place (CDP)
- Holiday Island

Unincorporated Communities
- Busch
- Cabanal
- Carrollton
- Cisco
- Coin
- Conner
- Dean
- Delmar
- Denver
- Dryfork
- Elk Ranch
- Eureka
- Farewell
- Gobbler
- Grandview
- Hough
- Lone Star
- Maple
- Metalton
- Oak Hill
- Osage
- Pleasant Ridge
- Pleasant Valley
- Rudd
- Rule
- Urbanette
- Yocum

1 – teilweise im Boone County

## Gliederung
Das Carroll County ist in 21 Townships eingeteilt:
| - Beaver Township - Cabanal Township - Carrollton Township - Cedar Township - Coin Township - Cross Township - Dry Fork Township | - Franklin Township - Hickory Township - Kings River Township - Liberty Township - Long Creek Township - North Yocum Township - Omega Township | - Osage Township - Packard Springs Township - Piney Township - Polo Township - Prairie Township - South Yocum Township - Winona Township |